# Дарја Коробкина
Дарја Александрова Коробкина, родом из Петрограда, била је болничарка и добровољац као редов петог пешадијског пука Дринске дивизије. У рапортима тог доба пише се о њеној изузетној храбрости, о томе да је „дан и ноћ” превијала рањене Србе на отвореном, могла је за један дан на пружи медицинску помоћ за 120 војника.
Погинула је 2. октобра 1914. године, за време тешких борби на Еминовим водама, на планини Гучево, заједно са једним српским официром.
Касније су Српске Новине које су издаване на Крфу, објавиле песму о хероизму Дарје Коробкине, српског песника Милосава Јелића, ког је спасила сопственим рукама. У песми се налазе стихови:
А Дарја нас помилује руком
Ране веће и тежи и жали
Кад би знали Руси, кад би знали...
Њој у част су подигнуте прво спомен-плоча на Гучеву, 2014. године и споменик, 2018. године, поред Спомен-костурнице и спомен-плоча у Бачевцима код Бајине Баште 2016. године.